# Joscha Schmierer

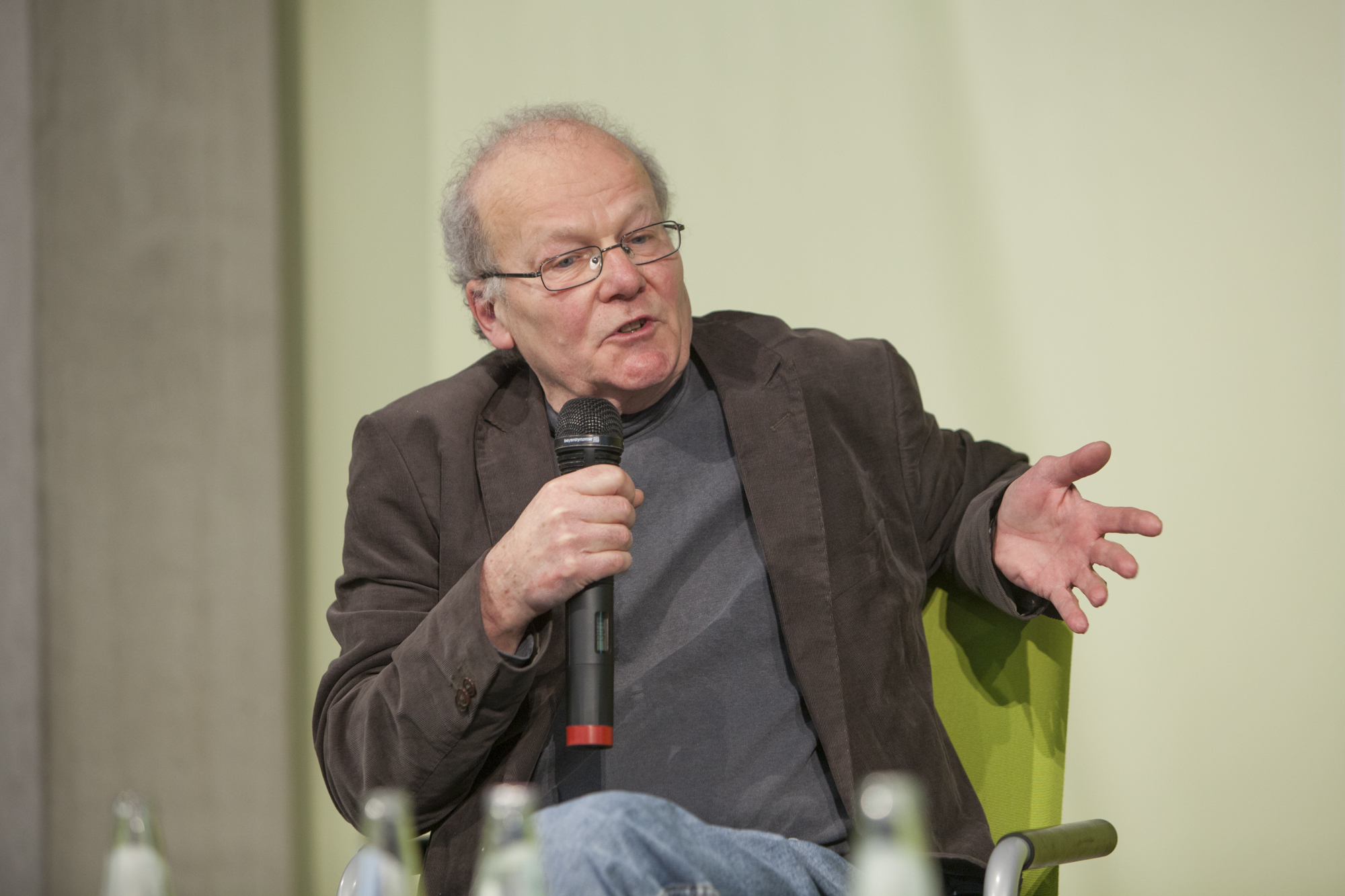
Joscha Schmierer (2015)

Hans-Gerhart „Joscha“ Schmierer (* 1. April 1942 in Stuttgart) ist ein deutscher Publizist und Politikberater. Er war von 1973 bis 1982 Sekretär des Zentralkomitees des KBW und von 1999 bis 2007 Mitarbeiter im Planungsstab des Auswärtigen Amts unter Bundesaußenminister Joschka Fischer sowie dessen Nachfolger Frank-Walter Steinmeier, dort u. a. zuständig für Grundsatzfragen der Europapolitik.

## Leben
Schmierer plante ursprünglich eine Promotion bei dem Historiker Werner Conze, bewarf seinen Doktorvater jedoch 1969 bei einer Diskussionsveranstaltung in der Aula der Universität Heidelberg mit Eiern, weil der das Vorgehen der Wehrmacht in Osteuropa verteidigt haben soll. Damit endeten Schmierers akademische Pläne.
Schmierer war 1968 Mitglied im Bundesvorstand des SDS und 1973 Mitbegründer der bedeutendsten und größten deutschen K-Gruppe, des maoistischen Kommunistischen Bundes Westdeutschland (KBW), und bis zu dessen Selbstauflösung 1985 seine Führungsfigur. Im Dezember 1978 reiste er mit einer KBW-Delegation zu einem Solidaritätsbesuch zum Diktator Pol Pot nach Kambodscha und sandte ihm auch nach Bekanntwerden des dortigen Terrors 1980, nach dem Einmarsch der vietnamesischen Truppen, noch eine Solidaritätsadresse.
In der zweiten Jahreshälfte 1975 saß Schmierer wegen schweren Landfriedensbruchs während einer Demonstration 1970 zwei Drittel einer achtmonatigen Haftstrafe in der Justizvollzugsanstalt Waldshut ab. In dieser Zeit nahm Martin Fochler die Funktion des Sekretärs des ZKs des KBW wahr.
Innerhalb der linksradikalen Szene der 1970er Jahre standen die straff organisierten und dogmatischen K-Gruppen einschließlich Schmierers KBW in scharfer Opposition zu den eher anarchistischen sogenannten Sponti-Gruppen, zu denen auch Joschka Fischers und Daniel Cohn-Bendits Gruppe Revolutionärer Kampf gehörte.
Trotz seines späteren Pragmatismus und seiner etablierten Position hat Schmierer dennoch nie radikal mit seinen früheren Positionen gebrochen, sondern versucht, sie umzudeuten und so in eine gewisse Kontinuität einzuordnen. So erklärte er, es sei ihm im Grunde immer um Demokratie gegangen, und Demokratie – so Schmierer am 17. Februar 2001 im Tagesspiegel im Zusammenhang mit der damaligen Diskussion um die Rolle Joschka Fischers bei gewalttätigen Demonstrationen – sei nun einmal kein „Deckchensticken“. Der Polizei wies er eine Mitschuld für die Eskalation der Gewalt bei Demonstrationen zu.

## Publizistische Tätigkeit und politische Positionierung
Er wirkte als Mitherausgeber der Zeitschrift Kommune. Forum für Politik, Ökonomie und Kultur, von  1983 bis 1999 auch als Redakteur.
Als Publizist – zum Beispiel in der taz, aber auch in bürgerlich-konservativ orientierten Zeitungen wie der Welt und der FAZ –  wie auch als Referent der Denkfabrik des Außenministeriums hat er sich in den letzten Jahren mit einer dezidiert realpolitischen Position profiliert. So befürwortete er unter anderem die westlichen Militäreinsätze im Irak 1991, Serbien/Kosovo (seit 1999) und Afghanistan (seit 2001), plädierte für eine pragmatische Zusammenarbeit der EU mit den USA, aber auch mit Russland und äußerte während des Irakkriegs 2003 Verständnis für George W. Bushs Außenpolitik als „konsequente Weltinnenpolitik“ und bezeichnete dessen „extensive Auslegung des Selbstverteidigungsrechts“ als Konsequenz aus einem Versagen der Vereinten Nationen.

## Publikationen
Bücher
- Die Verfassung der BRD und das demokratische Programm der Kommunisten. Verlagsgesellschaft Kommunismus und Klassenkampf, Mannheim, 1974, DNB 750182296.
- Sozialfaschismusthese und politische Programmatik der KPD 1928–33. Kühl, Mannheim, 1975 (Nachdruck aus Kommunismus und Klassenkampf, 3. Jahrg. 1975, Nr. 1, S. 2–14).
- Die neue Alte Welt oder wo Europas Mitte liegt: Essay. Wieser, Klagenfurt, 1993, ISBN 3-85129-089-5.
- Mein Name sei Europa. Einigung ohne Mythos und Utopie (= Fischer ZeitSchriften 13212). Fischer, Frankfurt am Main, 1996, ISBN 3-596-13212-6.
- Keine Supermacht, nirgends: Den Westen neu erfinden (= Wagenbachs Taschenbücherei; 583). Wagenbach, Berlin, 2009, ISBN 978-3-8031-2583-5.

Artikel/Beiträge
- Der Zauber des großen Augenblicks. 1968 und der internationale Traum. In: Lothar Baier u. a. (Hrsg.): Die Früchte der Revolte. Über die Veränderung der politischen Kultur durch die Studentenbewegung. Wagenbach, Berlin, 1988, ISBN 3-8031-2162-0.
- Grüner Neuansatz und linke Sammlungsbewegung. In: Wolfgang Abendroth u. a. (Hrsg.): Nicht links – nicht rechts? Über Politik und Utopie der Grünen. VSA-Verlag, Hamburg, 1983, ISBN 3-87975-252-4.
- Staatenwelt als Medium der Staatsbildung. Prekäre Staatlichkeit in der postimperialen Konstellation. In: Stefani Weiss, Joscha Schmierer (Hrsg.): Prekäre Staatlichkeit und internationale Ordnung. VS, Verlag für Sozialwiss., Wiesbaden, 2007, ISBN 3-531-15455-9.